# Западногермански езици
Западногерманските езици са основната подгрупа на германските езици, която включва английски, немски и нидерландски.
Разделението между подгрупите обикновено не е точно определено. Повечето езици образуват непрекъсната област, като съседните диалекти са взаимно разбираеми, а по-отдалечените не са.
Западногерманските езици включват:
- Англо-фризийски езици
  - Английски езици
    - Английски език
    - Скотски/Шотландски германски език
    - † Йола (изчезнал)
    - † Фингалски (изчезнал)

  - Фризийски езици
    - Западен фризийски
    - Източно фризийски
      - Сатерландски фризийски

    - Севернофризийски
      - Островен фризийски
        - Зюлт-фризийски
        - Фьоор-Амрум фризийски
        - Хелголандски фризийски

      - Континентален севернофризийски
        - Вийденхардски фризийски
        - Бьокингхарски фризийски (Мооринг)
        - Кархардски фризийски
        - Северен Гусхардски фризийски
        - † Централен гусхардски фризийски (със статут на „изчезнал“ от 1981)
        - Халигски фризийски
- Долнонемски
  - Северен долнонемски
  - Шлезвигски диалекти
  - Холщайнски диалекти
  - Вестфалски диалекти, също говорени в части на Нидерландия
  - Истфалски диалекти
  - Бранденбургски диалекти (Меркиски)
  - Померански (застрашен от изчезване)
  - Долнопруски (донякъде застрашен от изчезване)
- Нискофранконски
  - Нидерландски
    - Западнофламандски
    - Източнофламандски
    - Зееландски
    - Холандски
    - Брабантски
    - Източен нидерландски (Южно-Хелдерски/Клевийски)
    - Лимбургски

  - Африкаанс
- Горнонемски
  - Стандартен немски
  - Алемански, вкл. швейцарски и елзаски немски
  - Швабски
  - Австро-баварски
  - Източно-франконски
  - Южнофранконски
  - Рейнско-франкоски (вкл. диалектите на Хесен)
  - Рипуарски
  - Тюрингски
- Горнoсаксонски немски
  - Люксембургски (по същество Рипурски диалект)
  - Шилезки (застрашен от изчезване)
  - Ломбардски (Лангобардски), изчезнал, освен ако Кимбрийски и Мохено са наследници на този език
  - Горен пруски (застрашен от изчезване)
  - Идиш